# انتخاب‌های سخت
انتخاب‌های سخت یا گزینه‌های دشوار (به انگلیسی: Hard Choices) عنوان کتاب خاطرات هیلاری کلینتون است که در سال ۲۰۱۴ (تیرماه ۱۳۹۲) منتشر شده‌است.

## بخش‌های کتاب
کتاب «گزینه‌های دشوار» دارای ۶ فصل و ۲۵ بخش است و نویسنده در این کتاب، خاطرات خود را به صورت موضوعی مطرح کرده‌است؛ این موضوعات شامل عملکرد او در آسیا (به ویژه چین و برمه)، پاکستان، افغانستان، اروپا، آمریکای لاتین، آفریقا، خاورمیانه (بهار عربی، لیبی، ایران، سوریه و غزه) تغییرات آب و هوایی، انرژی، حقوق بشر و دیپلماسی دیجیتال است. وی بیان کرد: گردش کار و طراحی‌های دیپلماتیک در آفریقا، تصمیم‌سازی‌ها و هماهنگی بین سازمان‌های مختلف در این کتاب مورد اشاره قرار گرفته‌است تا مطالعه‌کننده را از رفتارها و عملکردهای دیپلماتیک، آگاه سازد. کتاب «گزینه‌های دشوار» شامل ۶۰۰ صفحه در قطع رحلی بوده که سه آلبوم عکس ضمیمه آن شده‌است.

## ترجمه فارسی
ترجمه فارسی کتاب انتخاب‌های سخت در سال ۱۳۹۴ در قالب دو کتاب و در سال ۱۳۹۳ به صورت پاورقی در ایران منتشر شده‌است.
یکی از ترجمه‌ها با نام «انتخاب‌های سخت» در اردیبهشت ۱۳۹۴ به کوشش امیر قادری از سوی انتشارات میلکان چاپ شد.
ترجمه دیگر در مهرماه ۱۳۹۴ از سوی انتشارات روزنامه اطلاعات با ترجمه علی اکبر عبدالرشیدی منتشر شد.
ترجمه سوم، به صورت پاورقی در روزنامه سیاست روز با ترجمه حسین ارجلو (سعیدی) از ۲ شهریور ۱۳۹۳ تا ۲۵ مرداد ۱۳۹۵ به‌طور پیوسته و کامل منتشر گردید.